# Erica scoparia
Erica scoparia är en ljungväxtart. Erica scoparia ingår i släktet klockljungssläktet, och familjen ljungväxter.

## Underarter
Arten delas in i följande underarter:
- E. s. azorica
- E. s. maderincola
- E. s. platycodon
- E. s. scoparia

## Bildgalleri

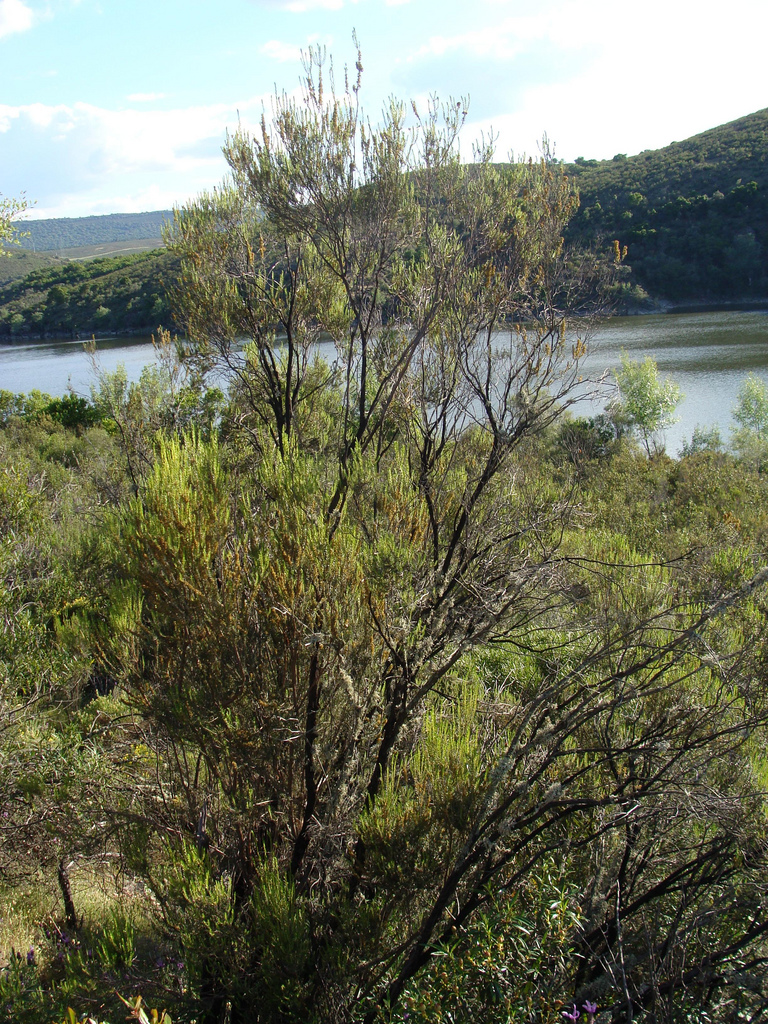
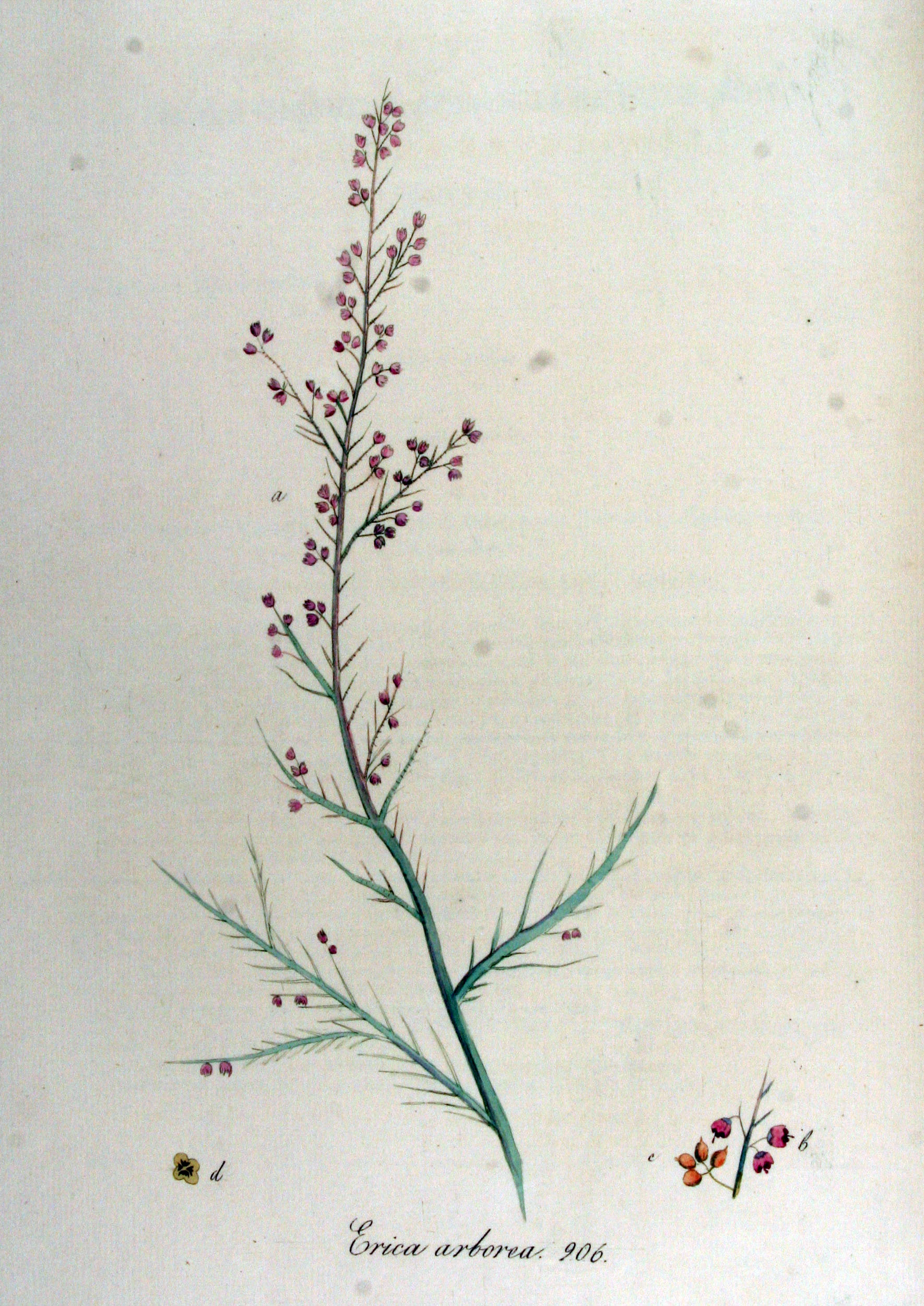